# Mi conciencia y yo
Mi conciencia y yo ist eine kurze Fernsehserie mit Ernesto Balzi, Géraldine Fernández,  Oswaldo Ríos und Julián Gil unter anderem. Sie wurde in Ecuador, Venezuela und Peru gedreht und vom 30. September 2002 ausgestrahlt.
Frank Marrero produziert die Serie im Auftrag der TC. Television und der puerto-ricanischen Osvaldo Ríos Filmproduktionsfirma, Riverside Entertainment Group.

## Handlung
Raúl war Literaturprofessor an der Universität, verheiratet, aber kinderlos. Mit 35 fühlte er sich frustriert in einem todlangweiligen Leben, weil seine einzige Tätigkeit immer schon das Studieren, Lehren und nach einer 18-jährigen Ehe seiner Gattin treu zu sein war.
Sein bester Freund, Alfonso, ein netter, untreuer und begieriger Geschichtsprofessor, konfrontierte ihn mit Versuchungen, um seine Langeweile zu vertreiben.
Damals kam eine neue Theaterprofessorin, Myrna, an der Universität an. Zuerst erlagen die Studenten Myrnas Charme. Dann verliebte sich Raúl in Myrna. Aber sein schlechtes Gewissen erinnerte ihn tragikomischerweise daran, dass er mit Aidita verheiratet war.
Die Lage wurde schwieriger, wenn Myrna und Raúl während ihrer Romanze Aidita und Roberto beistehen mussten. Roberto, Myrnas Ehemann, ist nämlich der Hauptdealer der Stadt.
Dazu passierte etwas anderes, wie komplizierten Ermittlungen in der Universität und bei Aidita...

## Besetzung
- Osvaldo Ríos: Raúl Rodriguez und seine Gewissen[3]
- Julián Gil: Alfonso, Geschichtenprofessor, beste Freund von Raúl
- Ernesto Balzi: Roberto, Myrnas Ehemann
- Géraldine Fernández: Aidita, Raúls Ehefrau
- Laura Suárez
- Ivette Rodriguez
- Graciela Robles
- Manuel M. Jaramillo
- Karla Benítez
- Marco Ponce
- Orlando Schwartz
- Martha Ormaza